# 奥瑞纳
奥瑞纳（法語：Aurignac，法語發音：[oʁiɲak]），又译作欧里尼亚克，是法国上加龙省的一个市镇，属于圣戈当区。该地知名于奥瑞纳文化遗址。

## 地理
奥瑞纳（43°13'7"N, 0°52'46"E）面积17.95 平方千米，位于法国奧克西塔尼大區上加龙省，该省份为法国西南部内陆省份，西南端与西班牙接壤，自此顺时针与上比利牛斯省、热尔省、塔恩-加龙省、塔恩省、奥德省和阿列日省接壤。
与奥瑞纳接壤的市镇（或旧市镇、城区）包括：布桑、阿朗、欧扎斯、布赞、卡萨尼亚贝尔图尔纳、卡兹讷沃蒙托、勒弗雷谢、蒙图略圣贝尔纳、佩鲁泽、圣埃利塞格朗。

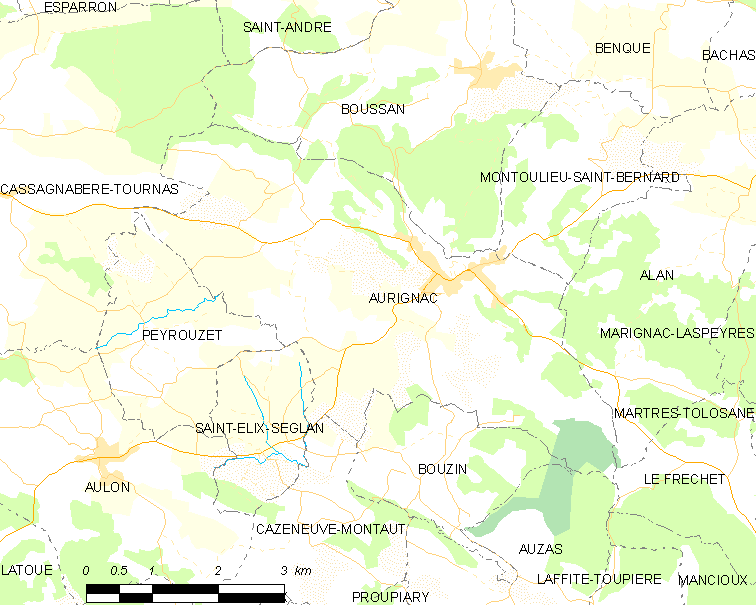
奥瑞纳的OSM定位图

奥瑞纳的时区为UTC+01:00、UTC+02:00（夏令时）。

## 行政
奥瑞纳的邮政编码为31420，INSEE市镇编码为31028。

## 政治
奥瑞纳所属的省级选区为卡泽尔县。

## 人口

1962-2008年间奥瑞纳人口变化图示

奥瑞纳于2022年1月1日时的人口数量为1240人。